# 862 Franzia
862 Franzia eller 1917 BF är en asteroid i huvudbältet, som upptäcktes 28 januari 1917 av den tyske astronomen Max Wolf i Heidelberg. Den är uppkallad efter upptäckarens son, Franz Wolf.
Asteroiden har en diameter på ungefär 27 kilometer.